# Leonardo Alcolea
Leonardo Alcolea – kubański bokser, srebrny medalista igrzysk panamerykańskich w São Paulo z roku 1963 oraz złoty medalista igrzysk Ameryki Środkowej i Karaibów z roku 1962.

## Kariera
W maju 1962 roku Alcolea został wicemistrzem Kuby w kategorii półśredniej. W finale mistrzostw przegrał z Virgilio Jiménezem. W sierpniu tego samego roku zdobył złoty medal na igrzyskach Ameryki Środkowej i Karaibów w Kingston. W półfinale igrzysk pokonał na punkty reprezentanta gospodarzy, Jamajczyka Roya Lee. W finale zmierzył się z Wenezuelczykiem Guillermo Pacheco, pokonując go również na punkty.
W 1963 roku rywalizował na igrzyskach panamerykańskich w São Paulo, startując w kategorii średniej. W półfinale pokonał na punkty (4:1) reprezentanta Wenezueli Fidela Odremana, awansując wraz z Luisem Césarem do finału. W finałowym pojedynku zwyciężył César, pokonująć Kubańczyka na punkty (5:0).